# Telmatoscopus fordi
Telmatoscopus fordi és una espècie d'insecte dípter pertanyent a la família dels psicòdids que es troba a Austràlia: és un endemisme de Nova Gal·les del Sud.